# Sick-Sack
Sick-Sack är ett TV-program på TV4 Plus lett av programledarna Isabelle Halling och Andreas Halldén. Programmet är ett sömnadsprogram med olika inslag och blev en stor succé och sändes senare även på TV4.